# Marshall Stedman
Marshall Stedman, all'anagrafe Edward Marshall Stedman (Bethel, 16 agosto 1875 – Laguna Beach, 16 dicembre 1943), è stato un attore, regista e commediografo statunitense.

## Biografia
Edward Marshall Stedman, Jr. nacque a Bethel, nel Maine, il 16 agosto 1874, da Edward senior e da Eliza Putnam (nata Rice) Stedman. Suo padre era un ufficiale decorato di marina: al momento della sua morte nel 1939, era il più vecchio superstite graduato dell'Accademia Navale degli Stati Uniti e uno dei soli tre ufficiali che avevano preso parte alla Guerra di Secessione.
Stedman ricevette la sua prima educazione a Chicago alla South Division High Scholl e alla Harvard Preparatory School prima di frequentare il Colorado College a Colorado Springs.
Per alcuni anni intorno al 1900, Stedman visse a Gilpin County, nel Colorado, insieme a suo padre, sua sorella Agnes, la nonna Miriam, lo zio Josiah e poi con la moglie Myrtle. Notizie giornalistiche indicano che la sua famiglia fu coinvolta in un'avventura mineraria in una zona chiamata Charlemagne Lode.

## Carriera
Marshall Stedman iniziò la sua carriera teatrale intorno ai diciott'anni, entrando nella compagnia di William Morris: nel drammaThe Lost Paradise di Ludwig Fulda, ebbe il ruolo di Bob Appleton e, in quello di Sydney Grundy Sowing the Wind, quello di Ned Annesley. Fece poi parte per due stagioni della compagnia di E. H. Sothern diventando una star in numerosi lavori teatrali in un atto e nel repertorio shakespeariano. Nel 1899, il suo nome appare a Broadway nel cast di The King's Musketeer, in cui l'attore riveste i panni del duca di Buckingham.
Nel 1906, Stedman fu nominato preside del Chicago Musical College, una scuola di teatro in cui restò per quattro anni. In seguito, lavorò per una stagione nel vaudeville prima di passare al cinema. Iniziò con la Essanay e, più tardi, con la Selig Polyscope Company dove lavorò sia come attore che come regista, sceneggiatore e anche produttore. Anni dopo, Stedman sarebbe tornato a insegnare teatro alla Eagan School of Drama and Music di Los Angeles.

## Matrimoni
Il 13 gennaio 1900, Stedman si era sposato a Chicago con Myrtle C. Lincoln, una giovane attrice non ancora diciassettenne, discendente diretta di Abraham Lincoln. La coppia, anni dopo, ebbe un figlio, Lincoln Stedman (1907-1948) che avrebbe fatto pure lui l'attore a Hollywood. I due attori si separarono nel 1919 e il matrimonio finì in un divorzio poco tempo dopo.
In seguito, Stedman si sposò con Rieka Kulaars, una donna dalle origini olandesi.

## Morte
Marshall Stedman morì il 16 dicembre 1943 all'età di sessantanove anni a Laguna Beach, in California.

## Filmografia
La filmografia è completa. Quando manca il nome del regista, questo non viene riportato nei titoli

### Attore
- Justinian and Theodora, regia di Otis Turner - cortometraggio (1910)
- The Inner Mind, regia di Otis Turner - cortometraggio (1911)
- The Coming of Columbus, regia di Colin Campbell (1912) - cortometraggio (1912)
- The Double Cross, regia di Otis Thayer - cortometraggio (1912)
- The Peculiar Nature of the White Man's Burden, regia di Otis Thayer - cortometraggio (1912)
- The Boob, regia di Otis Thayer - cortometraggio (1912)
- The Wayfarer, regia di Otis Thayer - cortometraggio (1912)
- The Whiskey Runners, regia di Otis Thayer - cortometraggio (1912)
- Circumstantial Evidence, regia di Otis Thayer - cortometraggio (1912)
- The Fighting Instinct, regia di William Duncan - cortometraggio (1912)
- Jim's Vindication, regia di William Duncan - cortometraggio (1912)
- The Mantle of Red Evans, regia di Marshall Stedman - cortometraggio (1912)
- His Father's Deputy, regia di William Duncan - cortometraggio (1913)
- The Law and the Outlaw, regia di William Duncan - cortometraggio (1913)
- The Galloping Romeo, regia di William Duncan - cortometraggio (1913)
- Cupid in the Cow Camp, regia di William Duncan - cortometraggio (1913)
- Good Resolutions, regia di William Duncan - cortometraggio (1914)
- By Unseen Hand, regia di William Duncan - cortometraggio (1914)
- The Country Mouse, regia di Hobart Bosworth (1914)
- The Beachcomber, regia di Phil Rosen (1915)
- Buckshot John, regia di Hobart Bosworth (1915)
- Little Sunset (1915)
- Three Black Eyes, regia di Charles Horan (1919)

### Regista
- Love and Law - cortometraggio (1909)
- The Brand Blotter - cortometraggio (1912) )
- The Cattle Rustlers - cortometraggio (1912) )
- A Motorcycle Adventure - cortometraggio (1912)
- So-Jun-Wah and the Tribal Law - cortometraggio (1912)
- Between Love and the Law - cortometraggio (1912)
- The Saint and the Siwash - cortometraggio (1912)
- The Mantle of Red Evans - cortometraggio (1912)
- Roderick's Ride - cortometraggio (1912)
- The Suffragette - cortometraggio (1913)
- A Dream of Egypt (1917)
- A Romany Rose (1917)
- A Prince for a Day (1917)
- Little Mariana's Triumph (1917)

### Sceneggiatore
- The Wayfarer, regia di Otis Thayer - cortometraggio (1912)
- An Equine Hero, regia di Otis Thayer (non accreditato) (1912)
- The Suffragette, regia di Marshall Stedman - cortometraggio (1913)
- The Ring of Destiny, regia di Cleo Madison - storia (1915)
- A Romany Rose, regia di Marshall Stedman (1917)